# Rio Clitunno
O rio Clitunno é um rio italiano afluente do rio Topino onde chega, e percorre a região da Úmbria na Itália central.
Era muito conhecido já aos tempos de Virgílio e de Plínio, o Jovem, pois suas águas eram ditas milagrosas.
O poeta Giosuè Carducci, Nobel de Literatura em 1906, dedicou-lhe uma linda poesia: Alle fonti del Clitunno.